# 先尼科沃农村居民点
先尼科沃农村居民点（俄语：Щенниковское сельское поселение）是俄罗斯联邦伊万诺沃州伊利因斯科耶区所属的一个农村居民点。其下辖有30个居民点，行政中心为先尼科沃。据2016年统计，该农村居民点的人口为820人。